# Saint-Pierre-le-Bost
Saint-Pierre-le-Bost is een gemeente in het Franse departement Creuse (regio Nouvelle-Aquitaine) en telt 156 inwoners (1999). De plaats maakt deel uit van het arrondissement Guéret.

## Geografie
De oppervlakte van Saint-Pierre-le-Bost bedraagt 16,5 km², de bevolkingsdichtheid is 9,5 inwoners per km².

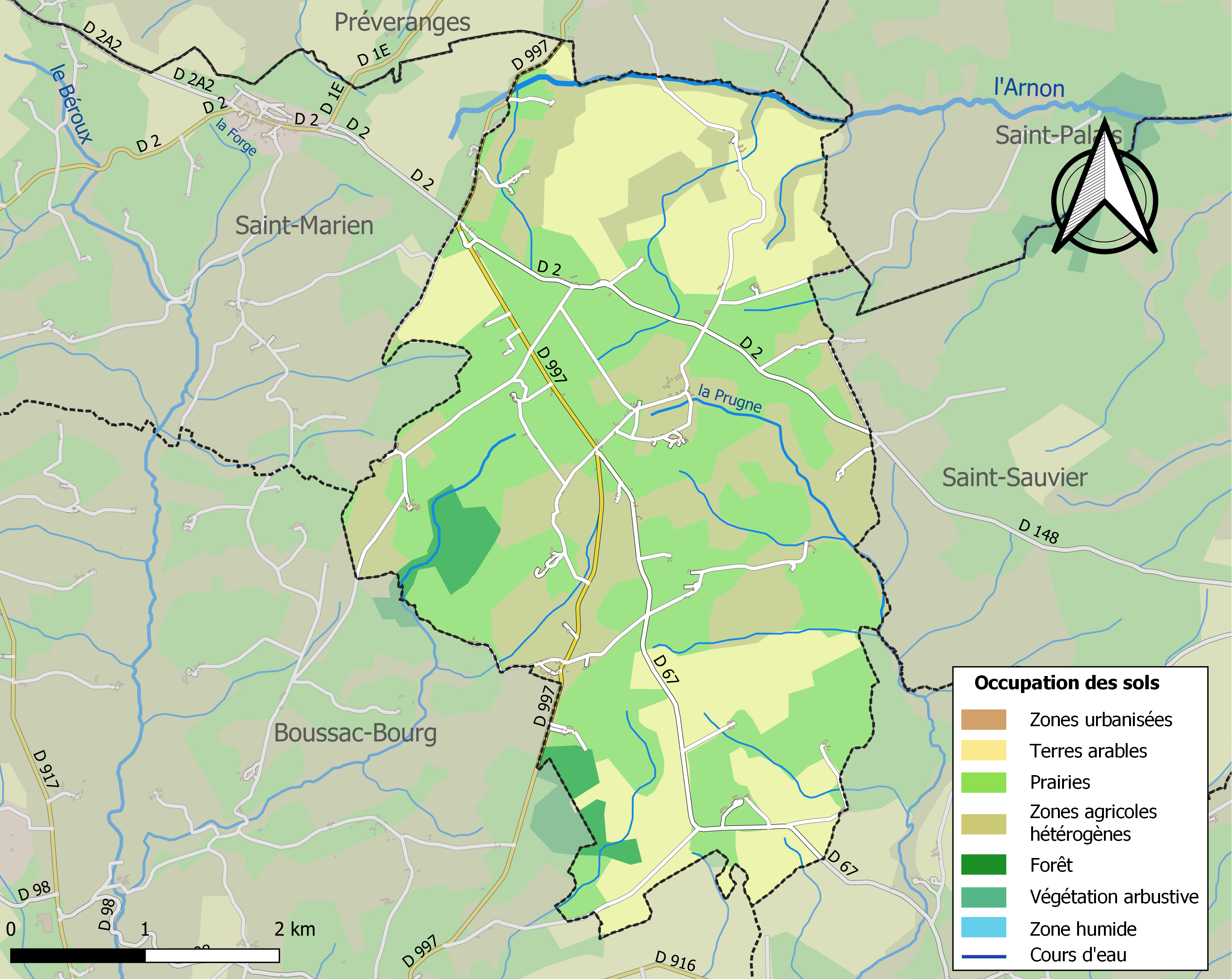
Kaart van de gemeente met de belangrijkste infrastructuur, bodemgebruik en omliggende gemeenten

## Demografie
Onderstaande figuur toont het verloop van het inwonertal (bron: INSEE-tellingen).